# Stockholmi metró
A stockholmi metró (svédül: Stockholms tunnelbana) egy három vonalból álló metróhálózat Svédország fővárosában, Stockholmban. A vonalak színekkel vannak jelölve és üzembehelyezésük sorrendje a következő: zöld vonal (1964), piros vonal (1974) és kék vonal (1975). A hálózat 105,7 km hosszúságú, normál nyomtávolságú, 650 és 750 V egyenárammal villamosított. Tulajdonosa az Aktiebolaget Storstockholms Lokaltrafik. A hálózaton hét viszonylatot üzemeltetnek és 100 megállója van.
Kétféle metrószerelvény közlekedik a vonalakon: 1998 óta 270 darab C20-as (810 kocsi), illetve 2020 óta 116 darab C30-as szerelvény (464 kocsi).

## Vonalak
| Vonal    | Útvonal                  | Utazási idő | Hossz             | Állomások száma (Zárójelben a belvárosban találhatóak) |
| -------- | ------------------------ | ----------- | ----------------- | ------------------------------------------------------ |
| 10       | Hjulsta–Kungsträdgården  | 24 perc     | 15,1 km (9,4 mi)  | 14 (5)                                                 |
| 11       | Akalla–Kungsträdgården   | 23 perc     | 15,6 km (9,7 mi)  | 12 (5)                                                 |
| 13       | Norsborg–Ropsten         | 45 perc     | 26,6 km (16,5 mi) | 25 (10)                                                |
| 14       | Fruängen–Mörby centrum   | 33 perc     | 19,5 km (12,1 mi) | 19 (9)                                                 |
| 17       | Skarpnäck–Åkeshov        | 40 perc     | 19,6 km (12,2 mi) | 24 (12)                                                |
| 18       | Farsta strand–Alvik      | 37 perc     | 18,4 km (11,4 mi) | 23 (12)                                                |
| 19       | Hagsätra–Hässelby strand | 57 perc     | 28,6 km (17,8 mi) | 35 (12)                                                |
| Összesen | Összesen                 | Összesen    | 108 km (67 mi)    | 100, 25                                                |

### Művészet
A stockholmi metróállomások művészi kivitelezése nemzetközileg is elismert, és a világ leghosszabb művészeti kiállításának is nevezik. A törekvés az volt, hogy az építészeti és a művészi tervezés együttműködjön. A művészet festményekből, szobrokból, mozaikokból és domborművekből áll. Az állomások művészeti kiképzése mellett időszaki kiállítások is vannak. A stockholmi önkormányzat úgy véli, hogy az állomásokon található művészet hozzájárul a nyugodt és biztonságos környezet megteremtéséhez is. Az utazás több lesz mint puszta közlekedés, és ugyanakkor az utazók könnyebben tájékozódhatnak, ha minden állomásnak megvan a maga jellegzetessége.

Néhány állomás
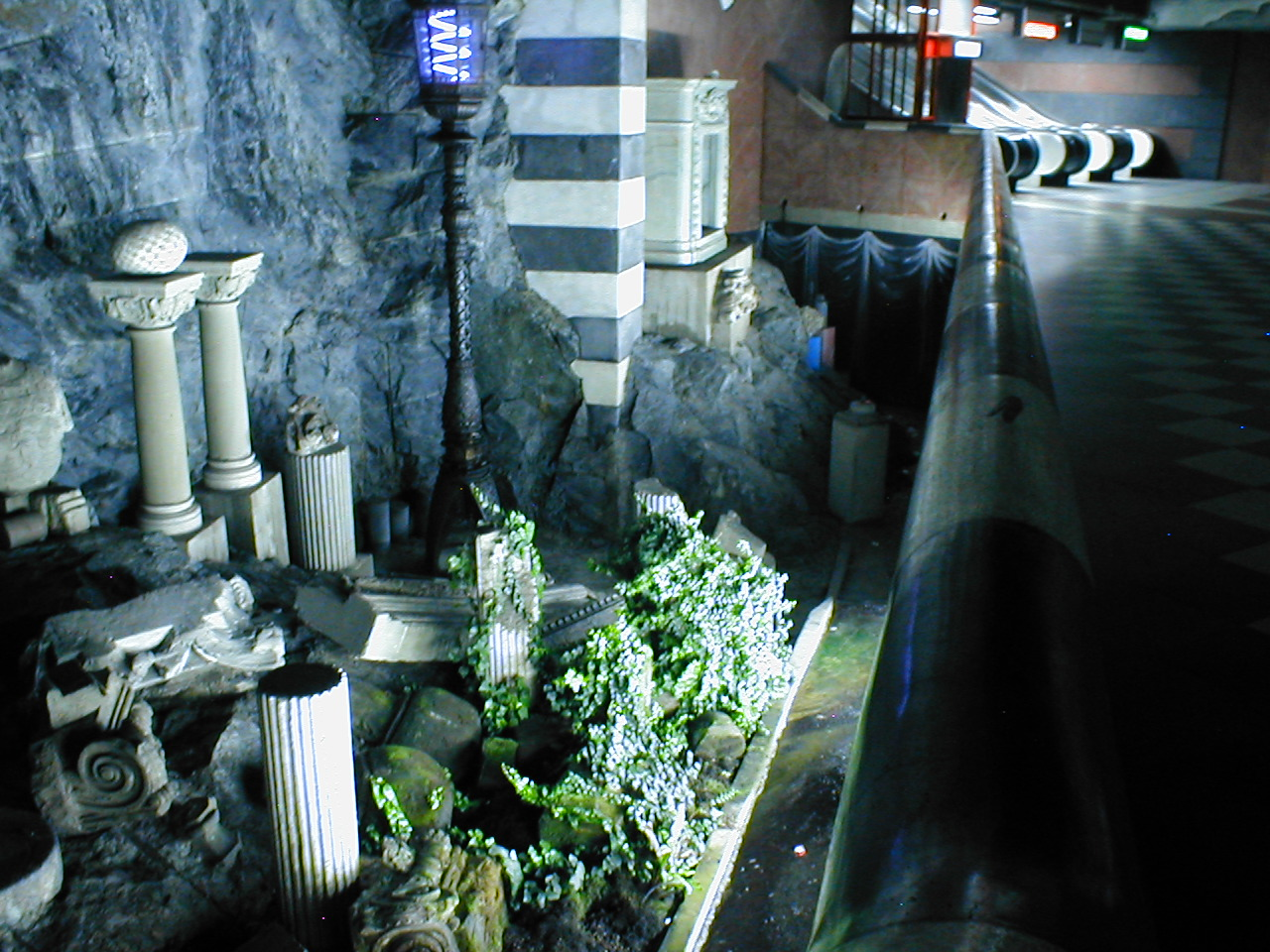
Kungsträdgården
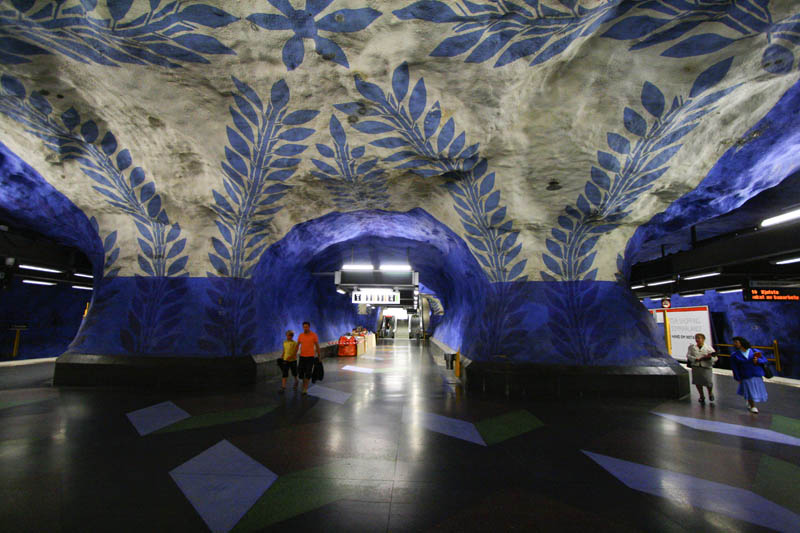
T-Centralen
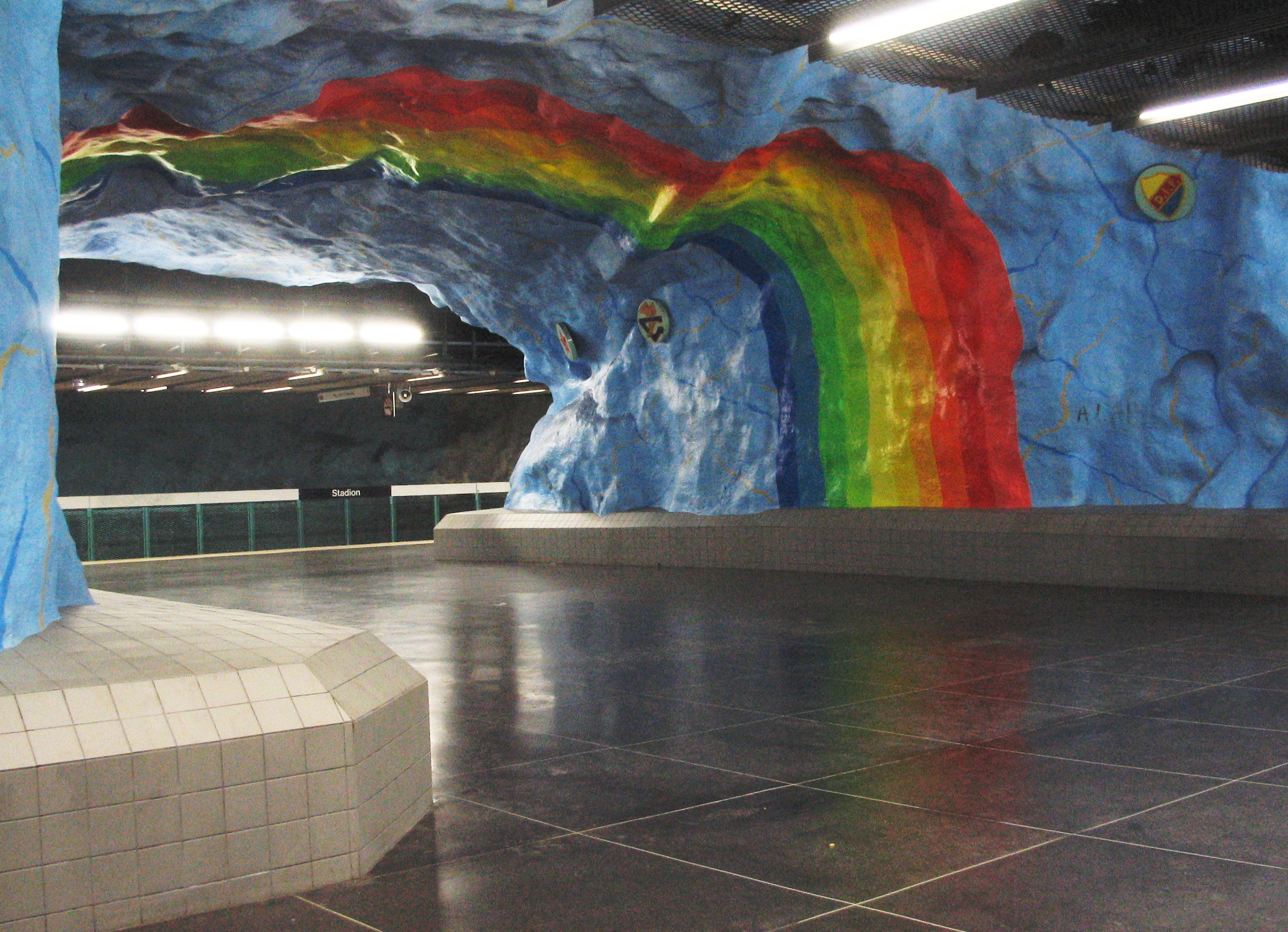
Stadion
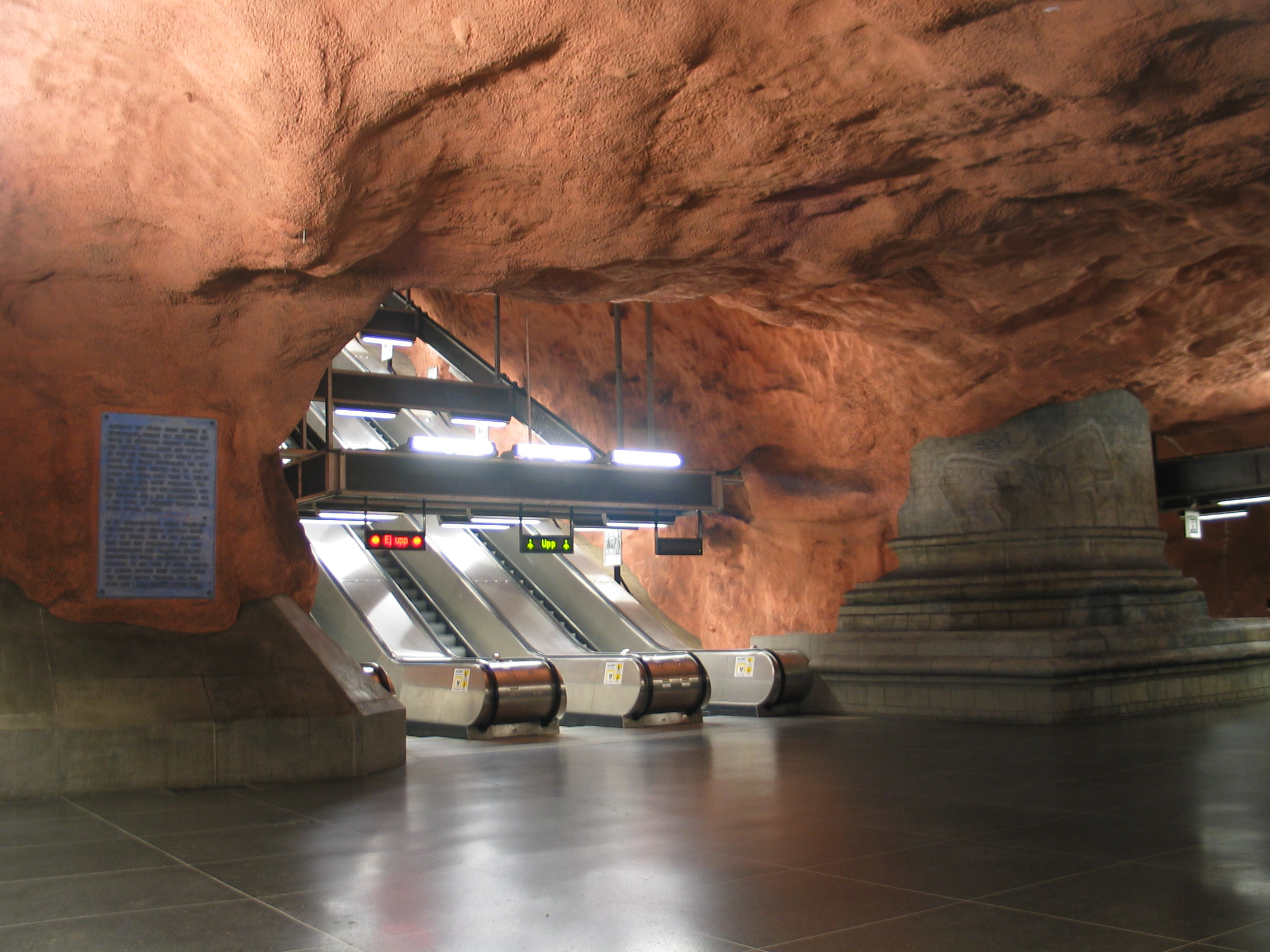
Rådhuset
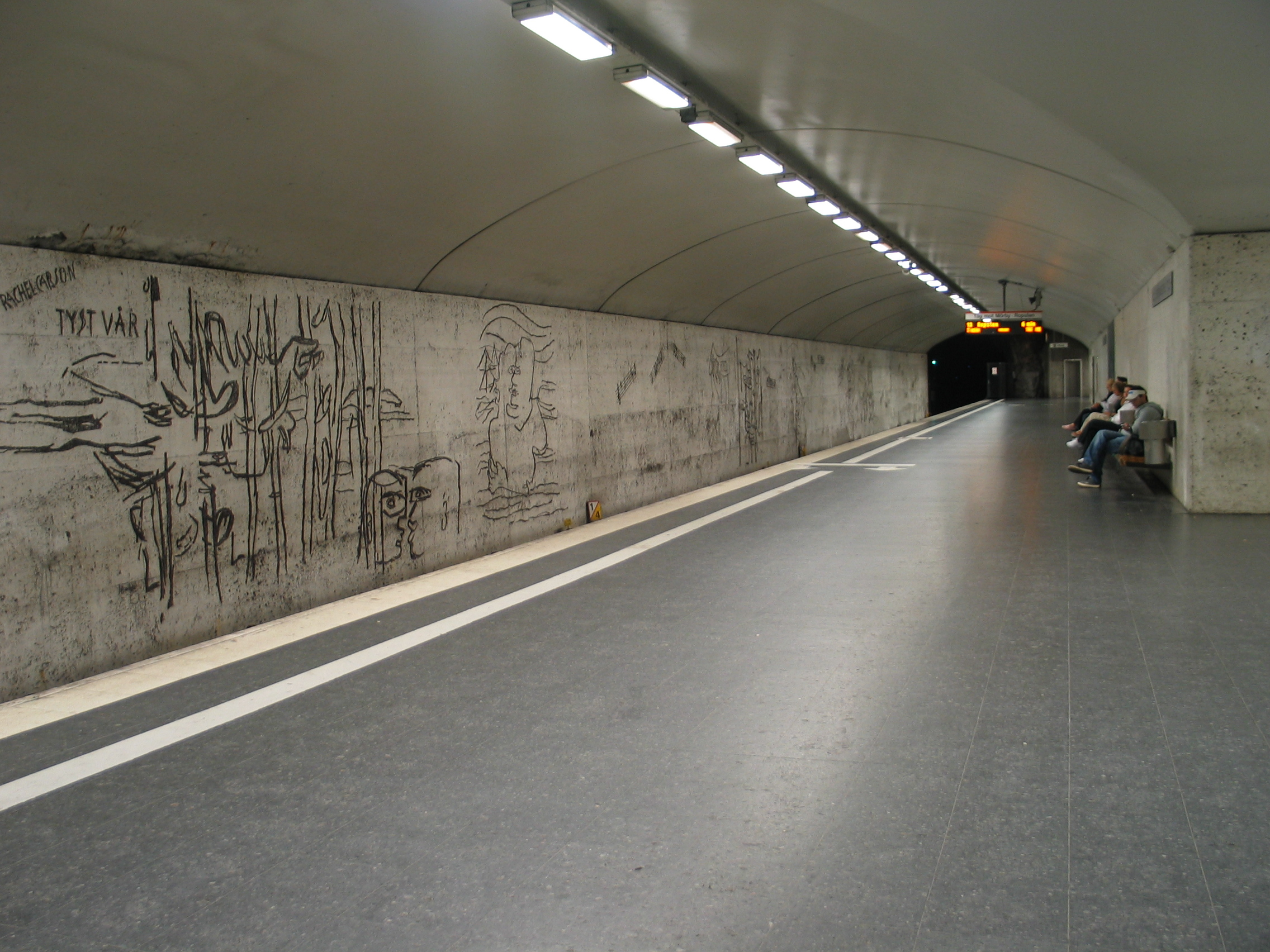
Östermalmstorg
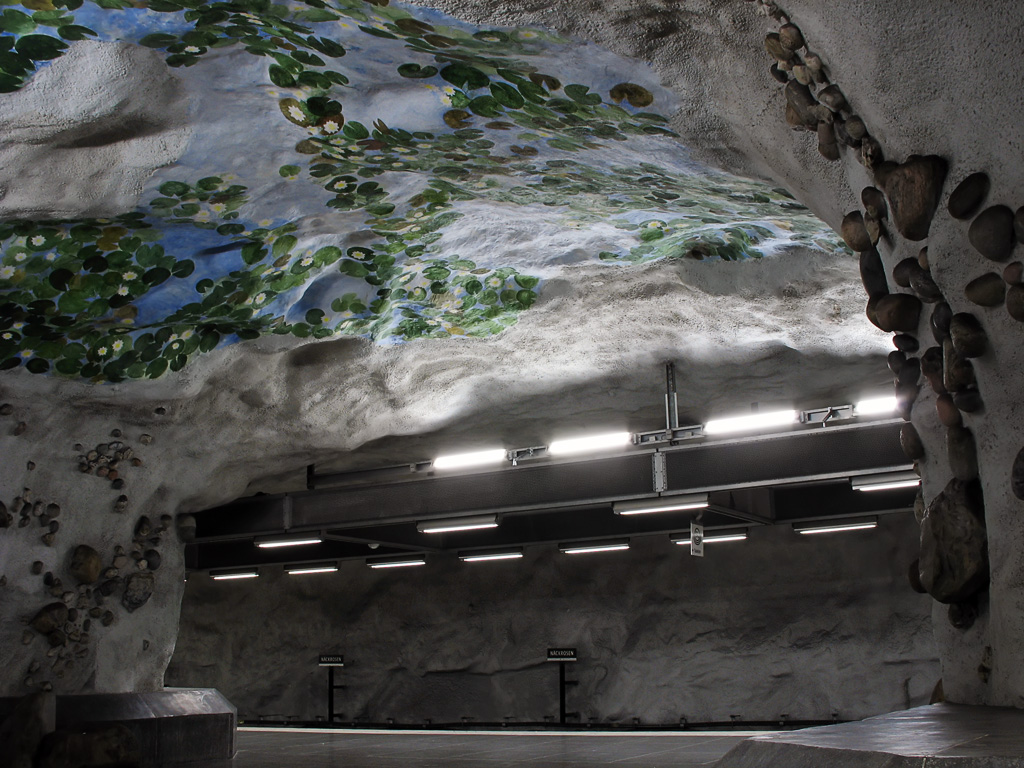
Näckrosen
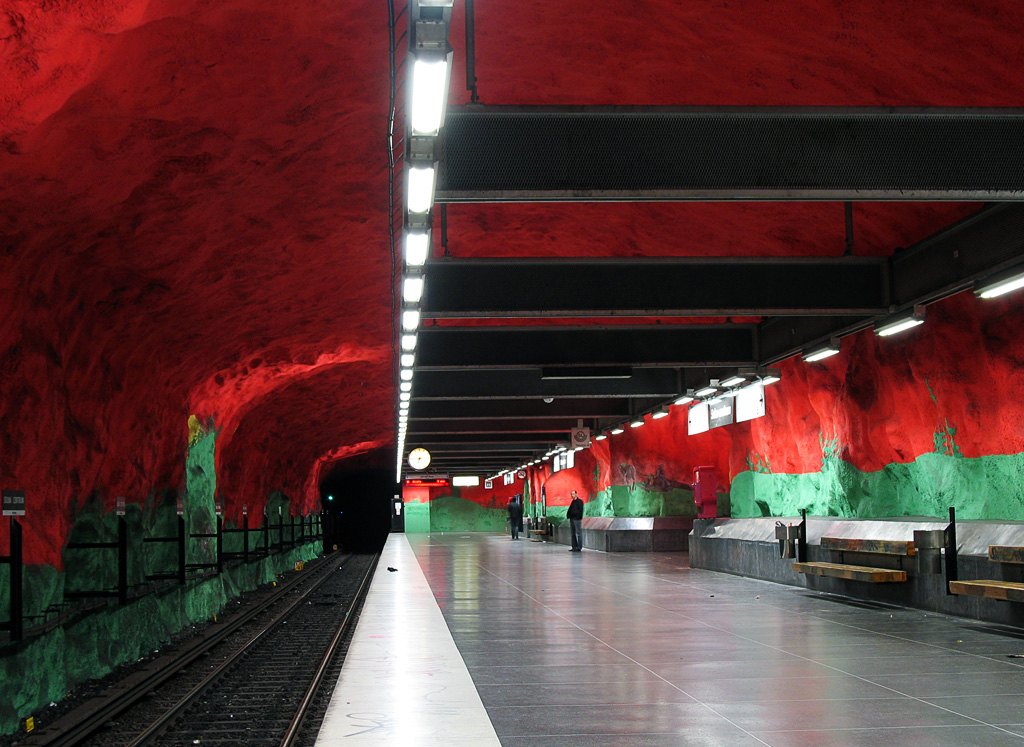
Solna centrum
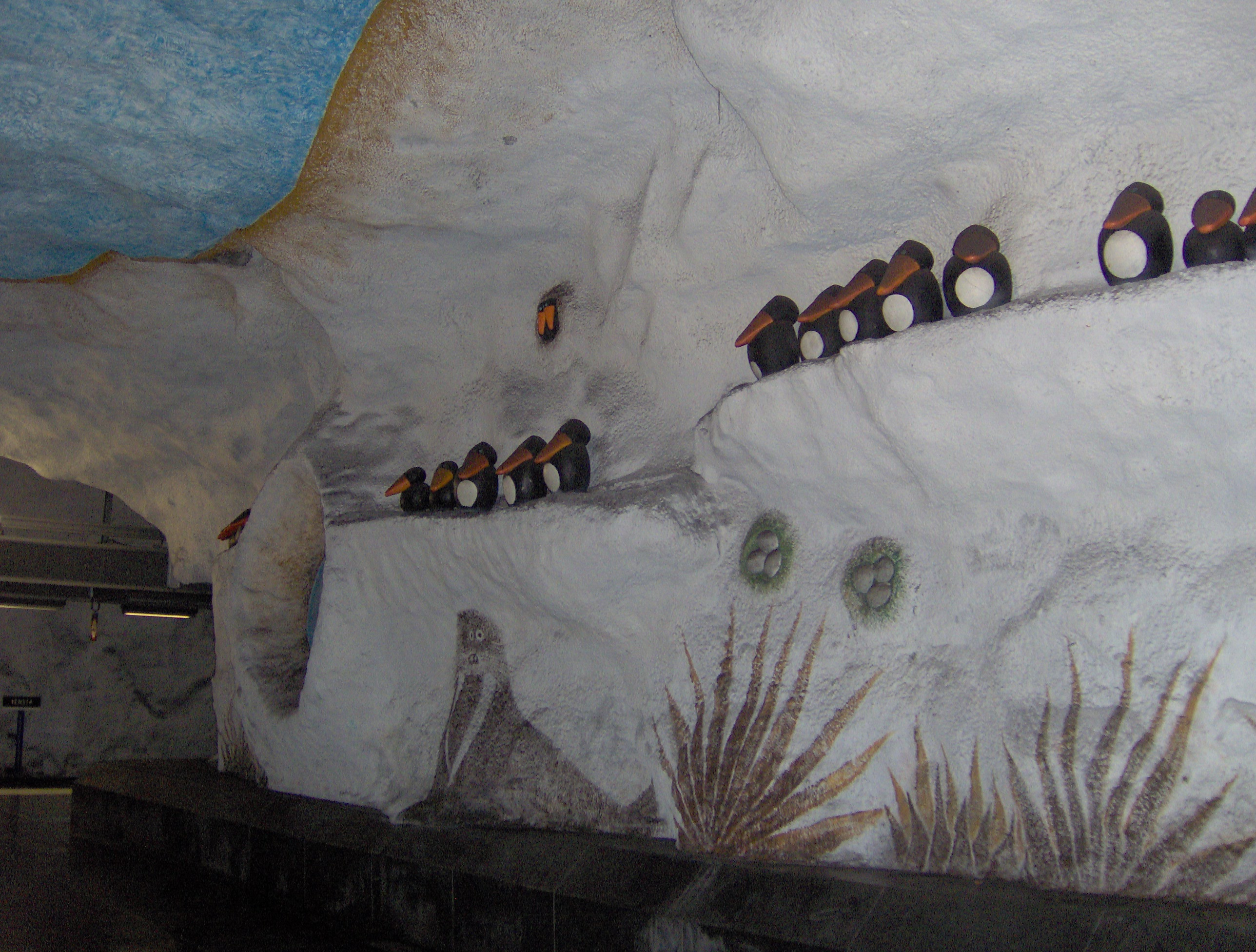
Tensta
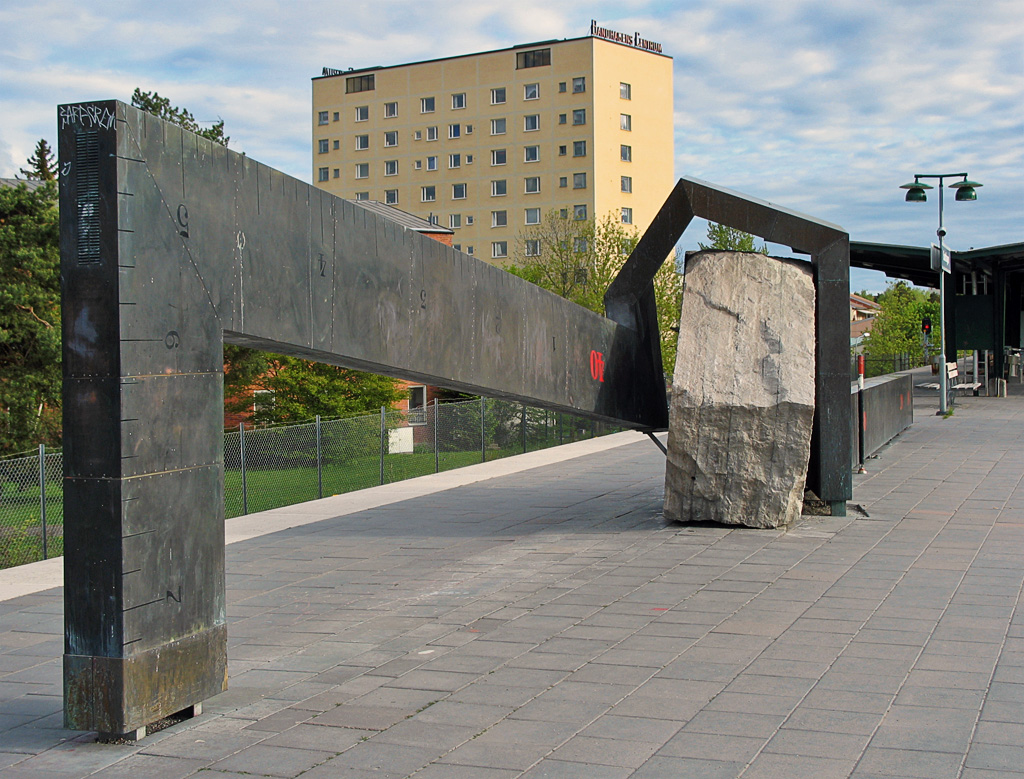
Bandhagen

## Fejlesztési tervek[4]

### Kék metró
A 11-es metróvonal meghosszabbítása jelenleg is zajlik Akalla és Barkarby között, két állomással. 2026-ra készülhet el.
A Kungsträdgården állomástól tervezik meghosszabbítani a vonalakat Sofiáig, ahol kettéágazna a vonal: az egyik ág Nacka, a másik Hagsätra felé vezetne a Gullmarsplan állomáson keresztül, ahonnan átvenné a 19-es (zöld) metróvonal kiágazását, illetve felváltaná a jelenlegi Globen és Enskedegård állomásokat az új Slakthusområdet állomás.

### Zöld metró
Új kiágazás épülne a vonalból Odenplan állomáson: Arenastaden állomásig közlekednének a vonatok.

### Sárga metró
Új, sárga metróvonal épülne Stockholmban a Fridhemsplan és Älvsjö állomások között, 6 állomással (Fridhemsplan, Liljeholmen, Årstaberg, Årstafältet, Östbergahöjden és Älvsjö). A tervek szerint az építése 2025 őszén kezdődik és 9 évet vesz igénybe.

## Lásd még
- Stockholm metróállomásainak listája